# Борха Гонсалес Бастон
Борха Гонсалес Бастон (ісп. Borja González, нар. 25 серпня 1992, Мадрид) — іспанський футболіст, нападник клубу «Алавес».
Виступав, зокрема, за клуби «Атлетіко», «Депортіво» та «Реал Сарагоса», а також юнацьку збірну Іспанії.

## Клубна кар'єра
Борха Гонсалес Бастон народився 25 серпня 1992 року в місті Мадрид в часи, коли сюди перебрався відомий галісійський воротар Мігель Бастон (Miguel Bastón), його батько. Уже з дитячих років хлопчак захопився футболом і пішов по батьковим стопам. З 5 років він уже почав навчатися футболу в школах мадридського «Атлетіко». Пізніше тренери побачили в ньому задатки польового гравця, тож перекваліфікували із воротаря у форварда.
Бастон-молодший дебютував у дорослому футболі в 2009 році виступами за другу команду клубу «Атлетіко Мадрид Б», в якій провів два сезони, взявши участь у 37 матчах чемпіонату і відзначившись 17 взяттями воріт суперника.
З такими показниками Бастону невдовзі було забезпечено дебют в основній команді — «Атлетіко», до складу якої тренери підвели його в 2010 році. Але дебют виявився невдалим&ndsp;—  вийшовши на заміну замість Тьягу на 58-й хвилині матчу проти «Хетафе», двадцять хвилин по тому, він залишив поле на ношах. Отримавши травму передньої хрестоподібної зв'язки на лівому коліні, юнак надовго випав з футболу. Лише його надзусилля та кваліфіковані лікарі поставили футболіста на ноги й повернули до тренувального циклу. Але сезон був втрачений, та ще й довелося набирати форму в другій команді. 
Задля набору фізичних кондицій та ігрової практики очільники клубу та тренерський штаб прийняли рішення віддати перспективного футболіста в оренду. Тож сезон 2011-12 років він розпочав в Сегунді, у складі «Реала Мурсія», де провів 20 ігор і забив 4 гола. А в сезоні 2012-13 років уже в «Уесці», де Борха Бастон провів 31 гру і забив 9 голів.
Період оренд продовжувався й далі: в 2013 році «Атлетіко» домовилося з «Депортіво» на дворічну оренду перспективного нападника. В сезоні 2013-14 років Бастон провів за галісійців 33 матчі та забив 10 голів, чим посприяв своїй команді повернутися до Ла-ліги. Але наступного сезону, 2014-2015 років, він знову грав за команду Сегунди — «Реал Сарагоса». Більшість часу 39 матчів, проведеного у складі сарагоського «Реала», був основним гравцем команди. У складі сарагоського «Реала» був одним з головних бомбардирів команди, забивши 23 голи, відтак маючи середню результативність на рівні 0,61 голу за гру.
Така вражаюча  результативність привернула увагу кількох клубів з найвищої ліги Іспанії. Тому в сезоні 2015—2016 років Борха Бастон урешті-решт повернувся до Ла-Ліги й повноцінно там дебютував, ставши основним бомбардиром клубу «Ейбар». У 36 іграх він відзначився 18 голами й очікував на повернення до свого рідного клубу «Атлетіко» (Мадрид) із подальшими перспективами в столиці країни.
Але 24-літнього забивного нападника запримітили й інші клуби Європи. Невдовзі "матрасникам" надійшла заманлива пропозиція з Великої Британії щодо викупу за 18 мільйонів євро їх нападника. Тому в сезоні 2016-17 років Бастон дебютував на туманному Альбіоні, провівши за валійський «Свонсі Сіті» 18 матчів та забивши один гол. 
Але зміна тренера у валійців спричинила до нових віянь в клубі, через які Бастону все менше доводилося виступати в основі команди. Тож наступного сезону, 2017-18 років, він знову повернувся на Піренеї, в перспективну «Малагу», лідера Сегунди. Хоч команда і не пробилася до числа кращих футбольних команд країни, її нападник, провівши 20 матчів і забивши 2 м'яча суперникам, був на замітці футбольних скаутів першості Італії, із клаусурою в 12 мільйонів євро.
«Малага» не змогла вдовольнити фінансових апетитів валійців, тому вони спокусилися на запити від «Алавеса», до якого Бастон і приєднався в 2018 році. Відтак Борха Бастон урешті-решт почав повноцінний сезон в головній лізі Іспанії і станом на 24 грудня 2018 року відіграв за баскський клуб 11 матчів в першості.

## Виступи за збірні
2008 року дебютував у складі юнацької збірної Іспанії, взяв участь у 27 іграх на юнацькому рівні, відзначившись 18 забитими голами.

## Статистика виступів

### Статистика клубних виступів
Станом на 24 грудня 2018 року
| Сезон             | Команда                  | Чемпіонат         | Чемпіонат | Чемпіонат | Національний кубок | Національний кубок | Національний кубок | Континентальні кубки | Континентальні кубки | Континентальні кубки | Інші змагання | Інші змагання | Інші змагання | Усього | Усього |
| Сезон             | Команда                  | Ліга              | Ігор      | Голів     | Ліга               | Ігор               | Голів              | Ліга                 | Ігор                 | Голів                | Ліга          | Ігор          | Голів         | Ігор   | Голів  |
| ----------------- | ------------------------ | ----------------- | --------- | --------- | ------------------ | ------------------ | ------------------ | -------------------- | -------------------- | -------------------- | ------------- | ------------- | ------------- | ------ | ------ |
| 2009–10           | «Атлетіко»               | ПД                | 1         | 0         | КІ                 | 0                  | 0                  | ЛЧ+ЛЄ                | 0+0                  | 0                    | -             | -             | -             | 1      | 0      |
| 2010–11           | «Атлетіко»               | ПД                | 0         | 0         | КІ                 | 0                  | 0                  | ЛЄ                   | 0                    | 0                    | СУ            | 0             | 0             | 0      | 0      |
| 2011–12           | «Реал Мурсія»            | СД                | 20        | 4         | КІ                 | 1                  | 0                  | -                    | -                    | -                    | -             | -             | -             | 21     | 4      |
| 2012–13           | «Уеска»                  | СД                | 31        | 9         | КІ                 | 1                  | 0                  | -                    | -                    | -                    | -             | -             | -             | 32     | 9      |
| 2013–14           | «Депортіво» (Ла-Корунья) | СД                | 34        | 10        | КІ                 | 0                  | 0                  | -                    | -                    | -                    | -             | -             | -             | 34     | 10     |
| 2014–15           | «Реал Сарагоса»          | СД                | 38+1      | 23        | КІ                 | 1                  | 0                  | -                    | -                    | -                    | -             | -             | -             | 40     | 23     |
| 2015–16           | «Ейбар»                  | ПД                | 36        | 18        | КІ                 | 3                  | 1                  | -                    | -                    | -                    | -             | -             | -             | 39     | 19     |
| 2016–17           | «Свонсі Сіті»            | ПЛ                | 18        | 1         | КА+КЛ              | 1+1                | 0                  | -                    | -                    | -                    | -             | -             | -             | 20     | 1      |
| 2017–18           | «Малага»                 | СД                | 20        | 2         | КІ                 | 1                  | 0                  | -                    | -                    | -                    | -             | -             | -             | 20     | 2      |
| 2018–19           | «Депортіво Алавес»       | ПД                | 11        | 2         | КІ                 | -                  | -                  | -                    | -                    | -                    | -             | -             | -             | 11     | 2      |
| Усього за кар'єру | Усього за кар'єру        | Усього за кар'єру | 181       | 65        |                    | 8                  | 1                  |                      | 0                    | 0                    |               | 0             | 0             | 228    | 70     |